# Tiberio Junio Cuadrado
Tiberio Junio Cuadrado (en latín, Tiberius Iunius Quadratus) fue un caballero romano natural de Roma capital, adscrito a la tribu Quirina, que desarrolló su carrera miltar a finales del siglo I y primer tercio del siglo II.

## Carrerra

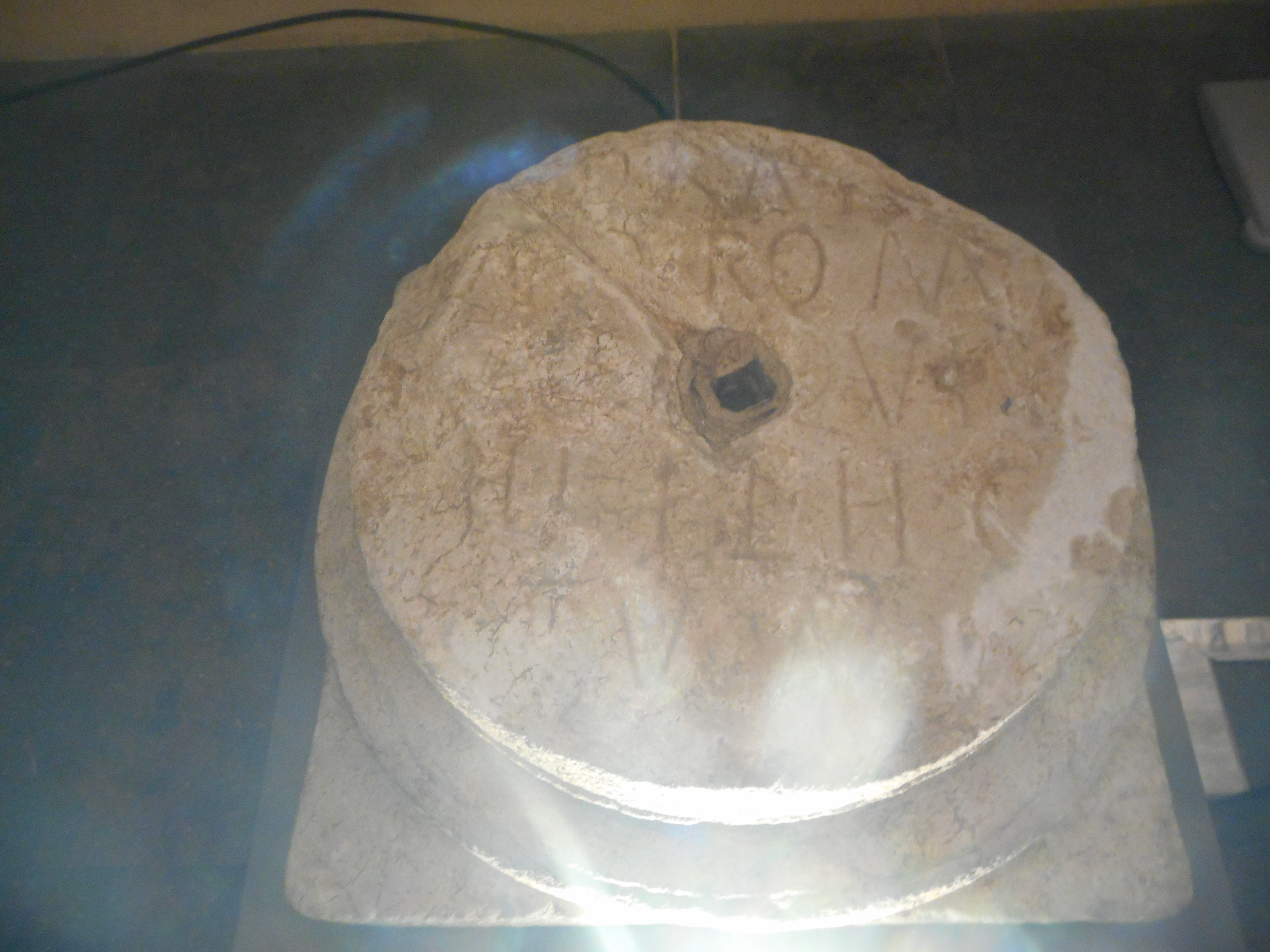
Inscripción de Astorga dedicada a Tiberio Junio Cuadrado

Junio Cuadrado debió desempeñar su prima y secunda milicias como prefecto de una cohorte auxiliar y tribuno angusticlavio de una legión, ambas desconocidas, ya que solamente conocemos su tertia militia, como prefecto del Ala II Flavia Hispanorum civium romanorum con campamento en Petavonium (Rosinos de Vidriales, Zamora, España) en la provincia Tarraconensis. Este puesto esta perfectamente documentado a través de cuatro inscripciones procedentes de ese campamento, tres de ellas votivas, una dedicada a Marte padre, otra a Diana santa y otra incompleta a dios desconocido.
No se conoce nada más sobre su carrera.